# Amerikansk shetlandsponny
Amerikansk shetlandsponny är en hästras av ponnytyp, utvecklad i USA med hjälp av de brittiska Shetlandsponnyerna och arabhästar. Då rasen inte blir högre än 112 cm så används de små miniatyrhästarna mest till körning och utställning och även till ridponnyer för små barn. Den amerikanska shetlandsponnyn skiljer sig något från den ursprungliga shetlandsponnyn genom en något ädlare och smalare exteriör samt längre ben. 

## Historia
Den amerikanska shetlandsponnyn är framavlad av en amerikansk man vid namn Eli Elliot. Han importerade år 1885, 75 shetlandsponnyer från nordöstra Skottland. Med hjälp av selekterad avel på de slankare shetlandsponnyerna avlade han, i Indiana fram den amerikanska varianten av shetlandsponnyer. Han korsade shetlandsponnyn med hackneyponnyer och sedan med småväxta arabhästar och engelska fullblod. Resultatet blev en liten ponny med Hackneyponnyns slanka exteriör och långa ben och med fullblodens ädlare drag men med en mycket mindre mankhöjd. 
Under 1970-talet blev rasen väldigt populär i USA och priset steg till skyhöga summor om man ville ha tag i ponnyn. I mitten av 70-talet såldes ett sto för 30 000 dollar och en hingst för 90 000 dollar, vilket är nästan 100 gånger mer än vad en vanlig shetlandsponny är värd idag.

## Egenskaper

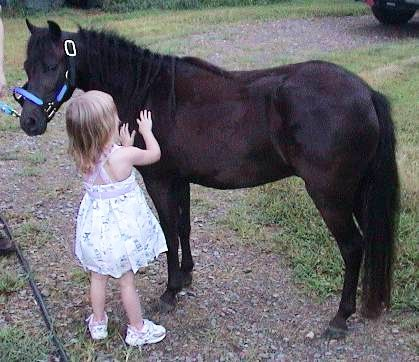
Den ringa mankhöjden och det lugna temperamentet gör den amerikanska shetlandsponnyn till en utmärkt barnponny.

Den amerikanska shetlandsponnyn är en vacker ponny som är en väldigt bra körhäst och lätthanterlig hästras. Rasen saknar den typiska ponnykaraktären och påminner mest om en häst i miniatyr med långt, ädelt huvud, långa ben och slank kropp. Ponnyn står ofta i "Hackneyställning" dvs med frambenen och bakbenen långt ifrån varandra, likt en gunghäst. Rasen har knappt några synliga arv från den vanliga shetlandsponnyn. Enbart höjden och manen och svansen som ibland kan bli lite yviga ger minne av att shetlandsponnyn en gång ingått i den amerikanska varianten. Däremot märks arvet i ponnyns tålighet och motståndskraft mot sjukdomar. 
Hästen har ett ganska lugnt temperament och används mest för körning. Ponnyerna tävlas ofta i olika körtävlingar och kan ställa upp i tre olika körklasser. En utställningsklass som kräver höga benlyft och god aktion. "Roadster"klassen är lik utställningsklassen där man kör en bana men hästarna har naturligare rörelser och inga höga benlyft krävs. Det anordnas även travlopp för de små ponnyerna.
Idag finns också en "hunterliknande" typ av ponnyn som tävlas på små hinderbanor. En del exemplar av ponnyn används också för att visas för hand i utställningar. Då ofta med längre hovar, tunga skor och upsatta manar och svansar. 